# Fatuma Roba
Fatuma Roba (Arsi, 18 de dezembro de 1973) é uma atleta etíope, campeã olímpica da maratona nos Jogos de Atlanta em 1996.
Criada na vila de Bokeji, na região montanhosa no sudoeste da Etiópia, uma das sete filhas de um casal de camponeses locais, como toda criança criada na zona rural do país a única oportunidade de sair dali para algum lugar era através do esporte e das corridas. Como muitos dos atletas campeões de seu país, os primeiros treinos eram a corrida entre a casa e a escola.  Seu herói de infância era o lendário maratonista etíope Abebe Bikila. Após completar a escola básica e conseguir emprego na polícia, despertou a atenção dos membros da equipe de corrida do sistema prisional de Addis Abeba, onde servia e morava, pelo desempenho numa prova do circuito nacional de cross-country.
Conquistou atenção nacional aos 18 anos, quando ficou em 4º lugar nas provas de 3000 m e de 10 km do Campeonato Africano de Atletismo. Participou de sua primeira maratona em 1993, vencendo a prova disputada em Addis Abeba, em 2h35m25s. Em 1995, estreou num grande evento internacional disputando a prova no Campeonato Mundial de Atletismo em Gotemburgo, terminado na modesta 18ª posição. No Mundial de Sevilha 1999, já campeã olímpica em Atlanta, foi a 4ª colocada.
Para os Jogos Olímpicos de 1996 em Atlanta, chegou credenciada pelas vitórias nas maratonas de Roma e Marrakesh naquele ano. Mesmo assim era apenas a 29ª no ranking das corredoras de elite inscritas para  a largada. Apesar disso, Roba dominou a prova desde o início e completou a maratona dois minutos à frente da segunda colocada, nada mais que a então campeã olímpica Valentina Yegorova, da Rússia. Roba tornou-se a primeira africana a ganhar a maratona olímpica e, de quebra, com a maior diferença de tempo na história.
Após o título olímpico, seus maiores feitos foram o tricampeonato na Maratona de Boston, em 1997, 1998 e 1999, a Maratona de Madri em 2001 e Nagano em 2004.